# Martina Terré
Pour les articles homonymes, voir Terré.
Martina Terré Martí est une joueuse espagnole de water-polo née le 28 août 2002 à Barcelone, en Catalogne. Elle a remporté avec l'équipe d'Espagne la médaille d'or du tournoi féminin aux Jeux olympiques d'été de 2024, organisés à Paris.